# Батыкулов, Аслан Кайратович
Аслан Кайратович Батыкулов (каз. Аслан Қайратұлы Батықұлов; род. 11 марта 1988 года) — казахстанский тхэквондист.

## Биография
Аслан родился в Джамбуле. Джамбулской области и республики. Учился в казахской средней школе #49 им. Ы.АЛТЫНСАРИНА. Там же занимался таеквондо. Начиная с раннего возраста с 6 лет. Неоднократно становился чемпионом школы,города, области,выигрывал национальное первенство. 
Вице-чемпион мира среди юниоров в 2004 году.
Вице-чемпион Азии среди юниоров в 2005 году.
Бронзовый призёр чемпионата мира 2007 года.
Двукратный бронзовый призёр чемпионата мира среди военнослужащих в 2008 и 2011 годах.